# ساموئل ماد
ساموئل الکساندر ماد (به انگلیسی: Samuel Alexander Mudd)‏ (۲۰ دسامبر ۱۸۳۳ – ۱۰ ژانویهٔ ۱۸۸۳) پزشکی آمریکایی بود که به خاطر کمک به جان ویلکس بوث برای ترور رئیس‌جمهور آمریکا، آبراهام لینکلن در سال ۱۸۶۵ مجرم شناخته شد و به زندان افتاد. ماد توسط رئیس‌جمهور اندرو جانسون بخشیده شد و در ۱۸۶۹ از زندان آزاد گشت. تلاش‌های مکرر اعضای خانواده‌اش و دیگران برای پاک کردن سوء سابقه‌اش نتیجه نداد و در مجرم شناخته شدن او تجدید نظر نشد.